# Lobatodes
Lobatodes is een geslacht van kevers uit de familie van de loopkevers (Carabidae). De wetenschappelijke naam van het geslacht is voor het eerst geldig gepubliceerd in 1956 door Basilewsky.

## Soorten
Het geslacht Lobatodes omvat de volgende soorten:
- Lobatodes bullatus Basilewsky, 1956
- Lobatodes decellei Basilewsky, 1968